# 나조
《수수께끼》(일본어: 謎 나조[*])는 코마츠 미호의 1번째 음반이다.

## 내용
- 1997년 12월 3일에 발매.
- 싱를 곡 〈수수께끼〉나 〈빛나는 별〉, 데뷔 전에 노래 제공한 FIELD OF VIEW의 〈이 거리에서 그대와 살고 싶어요〉를 시작으로 한 총 4곡의 셀프커버 등, 전체 11곡을 수록한 첫 앨범이다. CD 자켓의 표기는 “謎?”와 물음표가 표기되어있지만, 공식으로는 물음표가 붙지 않는다.
- 자켓 사진의 색연필에 관련하여, 처음으로 판촉용의 노벨티 굿즈(색연필 세트)가 만들어져, 음악 잡지나 라디오 등의 현상용 등으로 해서 배포됐다.
- 누적 판매량 40만 장.

## 수록곡
1. Dream'in Love
  - 작사 · 작곡: 코마츠 미호, 편곡: 아카시 마사오

마이니치 방송 MBS 라디오 《전국 고교 럭비 선수권 대회》 1997년 대회 공식 테마송.
마이니치 방송 MBS 라디오 《MBS 스포츠 돔》 테마송.
2. 옛날 이야기(おとぎ話)
  - 작사 · 작곡: 코마츠 미호, 작곡: 아카시 마사오
3. 수수께끼(謎)
  - 작사 · 작곡: 코마츠 미호, 편곡: 후루이 히로히토

1번째 싱글
4. 상처자국을 더듬으면(傷あとをたどれば)
  - 작사 · 작곡: 코마츠 미호, 편곡: 후루이 히로히토

2번째 싱글 〈빛나는 별〉의 커플링곡.
5. 빛나는 별(輝ける星)
  - 작사 · 작곡: 코마츠 미호, 편곡: 후루이 히로히토

2번째 싱글
6. alive
  - 작사 · 작곡: 코마츠 미호, 편곡: 후루이 히로히토

아스텔 간사이 CF 이미지송.
7. 녹슨 머신건으로 지금을 관통하자(錆びついたマシンガンで今を撃ち抜こう)
  - 작사 · 작곡: 코마츠 미호, 편곡: 아카시 마사오

WANDS의 〈녹슨 머신건으로 지금을 관통하자〉의 셀프커버.
간주에서 대위법이 사용되고 있다.
8. 푸른 하늘을 만났어(青い空に出逢えた)
  - 작사 · 작곡: 코마츠 미호, 편곡: 아카시 마사오

츠지오 아리사의 〈푸른 하늘을 만났어〉의 셀프커버.
9. 이 거리에서 그대와 살고 싶어(この街で君と暮らしたい)
  - 작사 · 작곡: 코마츠 미호, 편곡: 아카시 마사오

FIELD OF VIEW의 〈이 거리에서 그대와 살고 싶어〉의 셀프커버.
10. 그대가 없는 여름(君がいない夏)
  - 작사 · 작곡: 코마츠 미호, 편곡: 아카시 마사오

딘의 〈그대가 없는 여름〉의 셀프커버. 딘의 작품과는 다른 후렴의 멜로디 라인으로 되어있다.
11. MY SOUL
  - 작사 · 작곡: 코마츠 미호, 편곡: 후루이 히로히토

## 녹음 참가
- 이쿠자와 유이치(TWINZER) - 코러스
- 이와키리 레이코 - 코러스
- 우토쿠 케이코 - 코러스
- 테라오 히로시 - 코러스
- 스즈키 히데토시 - 기타
- 오가 요시노부 - 기타
- 하야마 타케시 - 기타, 키보드
- 오노즈카 아키라(DIMENSION) - 키보드